# 厄普頓維爾 (喬治亞州)
厄普頓維爾（英語：Uptonville）是位於美國喬治亞州查爾頓縣的一個非建制地區。該地的面積和人口皆未知。

## 地理
厄普頓維爾的座標為30°53′39″N 82°04′05″W / 30.89417°N 82.06806°W，而該地的平均海拔高度為18米（即59英尺）。